# かいとうぴんく
かいとうぴんくは、日本の漫画家･AV女優。クローネ所属。

## 人物
趣味・特技:映画鑑賞、絵画
wacomの液晶タブレット「Cintiq 22HD」を使いフルカラーで原稿を描く。

## 略歴
「うる星やつら」、「めだかボックス」などの18禁同人誌を製作、「てぃんくる☆ティーチャー」のサークル名でイベントなどに参加。
2010年にPixiv経由でスカウトされ商業マンガ誌デビュー。
2013年刊行の単行本「桃色発情フェイス」の帯に「かいとうぴんくラスト作品集！」とあり、公式サイト、ブログ、ツイッター等が削除される。
2014年にAVデビュー。吉口里奈名義も使用する。

## 書籍

### 単行本
- ソクはめ♡ちゃんねる（2013年9月30日、富士美出版）[2]
- 桃色発情フェイス（2013年12月20日、キルタイムコミュニケーション）[3]

## 出演作品

### アダルトDVD
2014年
- まさかのご本人登場！ペンギンクラブ、快○天、ピザ○ツで活躍中の現役女性エロ漫画家『かいとうぴんく』先生が自ら実写化AVデビュー！（2月13日、MOODYZ）
- あの！現役女性エロ漫画家『かいとうぴんく』先生が決意の中出し実写化解禁！！（5月13日、MOODYZ）
- 覗かせる人妻（5月15日、グローリークエスト）
- 不貞妻のふしだらな日常（6月6日、アクティブクリエイト）
- アンドロクロス （腹パンチ編・クリトリス責め編・接吻編・御奉仕セックス編）（6月13日、GIGA）
- 旦那が100％見ないクローゼットに入ってる（6月27日、BALTAN）
- 「ビデオカメラ買ったんだ。」～今日からはじめる。やさしいAV撮影～（7月1日、BALTAN）※AV OPEN2014ミドル級エントリー作品
- 現役エロ漫画家「かいとうぴんく」のレズ始めました！（7月13日、U&K）共演:一世あみ
- 小料理屋 非路院（7月25日、GIGA）
- Sexy Idol Imagination（7月29日、オルスタックピクチャーズ）R-15
- オナニー中に差し出されるチ●ポはフェラせずにはいられない（8月14日、SEX Agent）
- 現役女性エロ漫画家「かいとうぴんく」先生 初めてのファン交流イベント（8月20日、STAR PARADISE）
- 新 団地妻バレー部2（月日、STAR PARADISE）共演:真奈瀬あき、長谷川久美、白石潤
- レズビアンヌ（9月13日、U&K）共演:一世あみ
- おこづかい撮影2 痴態を晒した素人女8人（9月20日、STAR PARADISE）
- お泊りナンパ 2 イケメン監督ハレンチノ 合宿所に泊まらせてもらいました（汗） in 山中湖編（9月20日、STAR PARADISE）
- 素人四畳半生中出し 157（10月1日、プラム）
- 田舎のカップル痴態隠し撮り（10月20日、STAR PARADISE）
- 女子(オナゴ)の肛門観察15人（10月20日、夜王族）
- 欲求爆発！！ 生意気いんらん妻（10月25日、ながえスタイル）